# Antonio Daniel
Antonio Daniel (Dieppe, 27 maggio 1601 – Téanaostaiaé, 4 luglio 1648) è stato un missionario francese.

## Biografia
Nato a Dieppe, in Normandia, Antoine Daniel fu il quarto dei sei figli del mercante Antoine Daniel e di Marguerite Martin, "persone oneste e timorate di Dio". Il giovane Antoine aveva già studiato due anni filosofia e per un anno giurisprudenza prima di entrare nel noviziato della Compagnia di Gesù a Rouen il 1º ottobre 1621. Qui si dedicò all'insegnamento ed ebbe fra i suoi allievi il piccolo urone Amantacha (poi battezzato con il nome di Louis de Sainte-Foi). Non è provato che Daniel l'abbia preparato al battesimo, ma quella singolare presenza giocò certamente un ruolo nel determinare la scelta missionaria del giovane gesuita che, dal 1627 al 1630, affrontò gli studi teologici al collegio parigino di Clermont. Ordinato sacerdote nel 1631, dopo un anno nel collegio d'Eu, nel 1632 venne inviato come missionario nel Canada francese (l'allora Nuova Francia).
Sbarcato all'Isola del Capo Bretone, soggiornò nel forte Sainte-Anne, fondato nel 1629 e comandato da suo fratello Charles, capitano di marina. Il 24 giugno 1633 raggiunse Québec ed ebbe l'incarico, insieme a padre Jean de Brébeuf, di evangelizzare il territorio degli uroni. Tuttavia, per i suoi rapidi progressi nella lingua, la sua esperienza e abilità didattica e il suo carattere dolce, fu scelto per dirigere la scuola-seminario di Québec per i ragazzi indiani. Nonostante l'impegno profuso, il progetto si rivelò un fallimento e padre Daniel tornò all'attività missionaria. Nel 1637 si spostò verso la Georgian Bay, dove svolse con successo il suo ministero per oltre dieci anni.
Era quella tuttavia l'epoca in cui gli Irochesi, riuniti nella potente Lega delle cinque nazioni, iniziarono una lunga e vittoriosa guerra di sterminio contro la tribù degli Uroni. Il 4 luglio 1648, la missione di Téanaostaiaé fu assalita dagli irochesi proprio mentre padre Daniel stava terminando la messa. Il missionario impartì l'assoluzione generale ai suoi fedeli, battezzò i catecumeni e invitò tutti a cercare scampo nella fuga, quindi uscì dalla cappella e andò incontro agli assalitori brandendo la croce. Gli stupefatti irochesi si fermarono, ma la loro esitazione durò per poco. Il gesuita cadde crivellato di frecce e da un colpo d'archibugio in pieno petto; il suo corpo fu poi gettato tra le fiamme appiccate alla cappella, da cui gli uroni erano già fuggiti.
Padre Antoine Daniel fu il secondo gesuita a subire il martirio in Canada. Egli appartiene al gruppo degli otto santi martiri canadesi, proclamati beati il 21 giugno 1925 e canonizzati il 29 giugno 1930 da papa Pio XI. La sua memoria liturgica si celebra il 19 ottobre, assieme agli altri santi martiri canadesi.